# Pozo Estrecho
Pozo Estrecho és un districte (anomenat diputació) del municipi de Cartagena, a la regió de Múrcia. Hi ha també una localitat amb aquest mateix nom.
Aquesta diputació té 5.042 habitants, distribuïts en diferents localitats: Pozo Estrecho amb 4.527 habitants, Los Sánchez amb 141 habitants, Los Roses amb 114 habitants, La Rambla amb 152 habitants i La Loma amb 150 habitants.

## Història
La primera referència històrica a aquest territori és de l'any 1515 i fa referència a la distribució de terres als ramaders. S'ha trobat també una acta del 3 de juliol del 1559 que abordava el tema de la defensa de la ciutat de l'amenaça dels pirates. De l'any 1553 s'ha trobat una acta sobre una queixa dels veïns sobre els llauradors del lloc.
Al segle xvii fou bastida l'església de Sant Fulgenci.

De l'any 1771 hi ha un cens parroquial amb 672 habitants. Setze anys després al cens és de 1.158 habitants.
L'any 1787 Pozo Estrecho fou considerat como un llogaret del patrimoni reial amb un alcalde de la pedania.
L'any 1812 fou proclamada una constitució d'àmbit estatal. A l'article 310 disposa que les poblacions de més de 1.000 habitants podien disposar d'un ajuntament propi. L'any següent fou establert l'ajuntament de Pozo Estrecho, que incloïa les actuals diputacions de Cartagena Miranda, Santa Ana, Albujón, La Aljorra i La Magdalena. Però la seva durada fou molt breu, la mateixa que la de la Constitució.
El 1904 fou construïda la Torre Nueva, un casalot en forma de creu i una torre central. Dos anys després fou bastida la Torre Antoñita que actualment és un negoci d'un particular. Aquestes dues construccions son d'estil modernista.